# Темпл Грандін (фільм)
«Темпл Грандін» (англ. Temple Grandin) — американський біографічний драматичний фільм 2010 року режисера Міка Джексона з Клер Дейнс у головній ролі. Фільм присвячений Темпл Ґрандін — аутистці, яка здійснила революцію в практиці гуманного поводження з худобою на тваринних ранчо і скотобійнях.

## Сюжет
Темпл Грандін (Дейнс) — замкнена дитина, схильна до істерик, якій діагностували аутизм. Медична думка в той час полягала в тому, що аутизм є формою шизофренії, яка виникає внаслідок недостатньої уваги з боку матері. Попри рекомендації розмістити її в спеціальному закладі, мати Грандін (Ормонд) наймає лікарів і працює, щоб допомогти доньці адаптуватися до соціуму.
У підліткові роки Темпл їздить на ранчо до тітки та дядька (О'Хара). Вона помічає, що корів поміщають у станок, щоб заспокоїти, тоді Ґрандін починає сама його використовувати при нападах тривоги. Натхненна своїм вчителем, доктором Карлоком (Стретейрн), займатися наукою, вона вступає до Коледжу ім. Франкліна Пірса, де розробляє ранню версію обіймальної коробки, щоб заспокоїти себе під час стресових періодів. У навчальному закладі неправильно трактують використання машини: як сексуальну забавку, тому змушують позбутися її. У відповідь вона проводить дослідження для перевірки відчуттів, які виникають під час перебування всередині коробки, щоб довести суто терапевтичний ефект. По закінченню Ґрандін отримує науковий ступінь з психології та здобуває ступінь магістра в галузі тваринництва.
У процесі роботи у світі розведення великої рогатої худоби Темпл стикається із сексизмом, але, врешті-решт, розробляє новий механізм купання тварин, щоб худоба робила це без примусу. Система отримує схвальне висвітлення в місцевій пресі, проте робітники ферми, не розуміючи конструкції, змінюють її, що призводить до загибелі кількох корів. Це розлютило Грандін, вона залишила засідання, але продовжила докладати сили для вдосконалення галузі.
Наприкінці фільму показано конференцію, присвячену аутизму, на якій була присутня Темпл з матір'ю. Враховуючи початковий стан дослідження аутизму, спікер не могла відповісти на багато запитань аудиторії, тоді Темпл виступає з натовпу, розказавши про свою адаптацію та внесок матері в її успіх. Аудиторія закликає її до виступу, що стало початком для Темпл у пропаганді знань про аутизм.

## У ролях
| Актор           | Роль            |
| --------------- | --------------- |
| Клер Дейнс      | Темпл Ґрандін   |
| Кетрін О'Хара   | тітка Енн       |
| Джулія Ормонд   | Евстасія Катлер |
| Девід Стретейрн | доктор Карлок   |
| Чарльз Бейкер   | Біллі           |
| Баррі Табб      | Ренді           |
| Габріель Луна   | студент Віт     |

## Виробництво

### Розвиток
Ідея про біографічний фільм Грандіна виникла у виконавчого продюсера Емілі Герсон Сайнс, успішного букера та співзасновника некомерційної організації Coalition for Research and Education (зараз це частина Autism Speaks). У середині 1990-х Герсон Сайнс була віцепрезидентом Агентства Вільяма Морріса, тоді ж її 2-річному синові поставили діагноз аутизм. Вона незабаром дізналася від своєї матері про Ґрандін та її книгу «Мислення в картинках», приблизно тоді ж бабуся надіслала їй статтю про Ґрандін Олівера Сакса.
Читання про Ґрандін оновило «енергію, мотивацію та дух» Герсон Сайнс, справляючись із станом її сина. «Історія Темпл принесла мені надію, а історія (її матері) дала мені напрям і мету», — заявила Герсон Сайнс в інтерв'ю. «Батькам дитини з аутизмом скрізь потрібно це чути, функціонально і духовно. Я знала, що цю історію треба розповісти, маючи доступ як представник талантів у індустрії розваг, я відчувала, що це відповідальність за те, щоб це відбулося». Через агента Ґрандін Герсон Сайнс попросила про зустріч. «Вона прийшла в ковбойській сорочці — у стилі Темпл, ходою Темпл. Я зрозуміла, що на неї витріщаються люди, і в іншому житті я, можливо, була однією з них, але все про що я могла подумати було: „Я не можу повірити, як мені пощастило бути тут. Ця жінка — мій герой“».
Ґрандін була знайома з роботою Герсона Сейна у Autism Coalition, вона надала свій дозвіл на знімання фільму, але ця спроба з кінця 1990-х років дала свої плоди лише через десять років. Журнал «Variety» повідомив у 2002 році, що Девід Рассел приєднався як режисер фільму за сценарієм Мерріт Джонсон (адаптація спогадів Ґрандін «Поява» та «Мислення в картинках»). Пізніше Рассел відмовився і його замінив Мосес Кауфман, який також покинув проєкт. До 2008 року режисером став Мік Джексон, а Клер Дейнс вела переговори, щоб зіграти роль Ґрандін. Сценарій Джонсона був замінений сценарієм Крістофера Монгера (і Джонсон, і Монгер зазначені в титрах).
Один з елементів, з яким Герсон Сайнс була впевнена з самого початку, — це те, що вона хотіла співпрацювати з HBO, частково через довгі стосунки з мережею через роботу як агента. «Але я також знала, що йдучи цим шляхом, це побачать більше людей», — сказала вона. «Коли ви намагаєтесь зробити такий фільм, дуже рідко він охоплює широку аудиторію». HBO була заінтриговано історією і Герсон Сайнс приписує минулим та нинішнім керівникам HBO підтримку повноцінної реалізації проєкту. «Я взяла на себе зобов'язання зробити це і зробити правильно… Я ніколи не наполягала на тому, щоб це було зроблено дотепер, тому ми це зробили правильно».
Джексон знав, що Дейнс для нього була першим претендентом на роль Ґрандін, бо вірив у її серйозність та відданість, які допоможуть їй перейняти мінлиливий емоційний стан Ґрандін, не перетворюючи фільм в мелодраму про хворобу. Сама Дейнс була виконавицею легших ролей (чия «основна робота та досвід [була] побороти владу слабоумства над людиною», — сказала вона) і хотіла взяти на себе більш вимогливу роль. Попри те, що акторка розпливчато знала про Ґрандін, вона стала досліджувати її, зокрема переглядаючи документальні фільми про неї та вивчаючи книги та записи Ґрандін. «Це було насправді непросто, адже вона жива і має гостре око до деталей», — сказала Дейнс. Дві жінки провели близько шести годин разом у квартирі Дейнс, зустріч закінчилась обіймами Ґрандін («Для неї це непросто». — зауважла Дейнс), акторка це сприйняла з радістю як підтвердження того, що Ґрандін схвалила її на роль.

### Знімання
«Темпл Грандін» почали знімати в жовтні 2008 року на Austin Studios в Остіні, Техас. Фільм був примічений для знімання у Техасі в той час, коли теле- і кіновиробництво в державі стало дефіцитним і законодавці прагнули розширити фінансові стимули, щоб залучити більше знімальних груп. Продюсер стрічки Скотт Фергюсон сказав, що для місця знімання розглядали Аризону, Нью-Мексико та Канаду, проте виробники обрали Техас, частково тому, що різні райони штату могли використовуватись для зображення сільського Заходу та Нової Англії. Фергюсон також приписував велику користь для знімання у цьому районі наявністю численних досвідчених знімальних груп в Остіні та Далласі.
Герсон Сайнс привела Ґрандін спостерігати за останнім днем зйомок, це була сцена купання худоби, за механізмом розробленим Ґрандін. Хоча Ґрандін сказала, що вона намагалася триматися якомога далі від Дейнс, щоб не заважати роботі, Темпл була дуже стурбована правильним спорудженням санітарної ванни та породою великої рогатої худоби, яка використовувалася на зйомках". «Я думав, що ми не можемо мати такої дурної речі, як цей фільм „Міські піжони“, де там була голштинська порода», — сказала Ґрандін. «Якби ви щось знали про велику рогату худобу, то знали б, що це нерозумно». Вона сказала, що спостерігати за Дейнс на моніторах було «як повернення у дивну машину часу 60-х».

## Випуск

### Просування
Фільм вперше демонструвався 27 січня в кіноцентрі «Джине Сискель» з присутністю Ґрандін. Під час зимового прес-туру 14 січня критики переглянули трейлер; вони позитивно відреагували на «яскраву палітру фільму та винахідницький напрям».
HBO та мережа книжкових магазинів Barnes & Noble брали участь у рекламі стрічки та книг Ґрандін, демонструючи інформацію про аутизм та фільм у всіх магазинах мережі, крім того була створена безкоштовна книга-розмальовка про Темпл, у якій були використані ілюстрації художників-аутистів. 25 січня Ґрандін з'явилася для роздачі автографів, обговорення та попереднього перегляду фільму у мангеттенському Barnes & Noble.

### Сприйняття

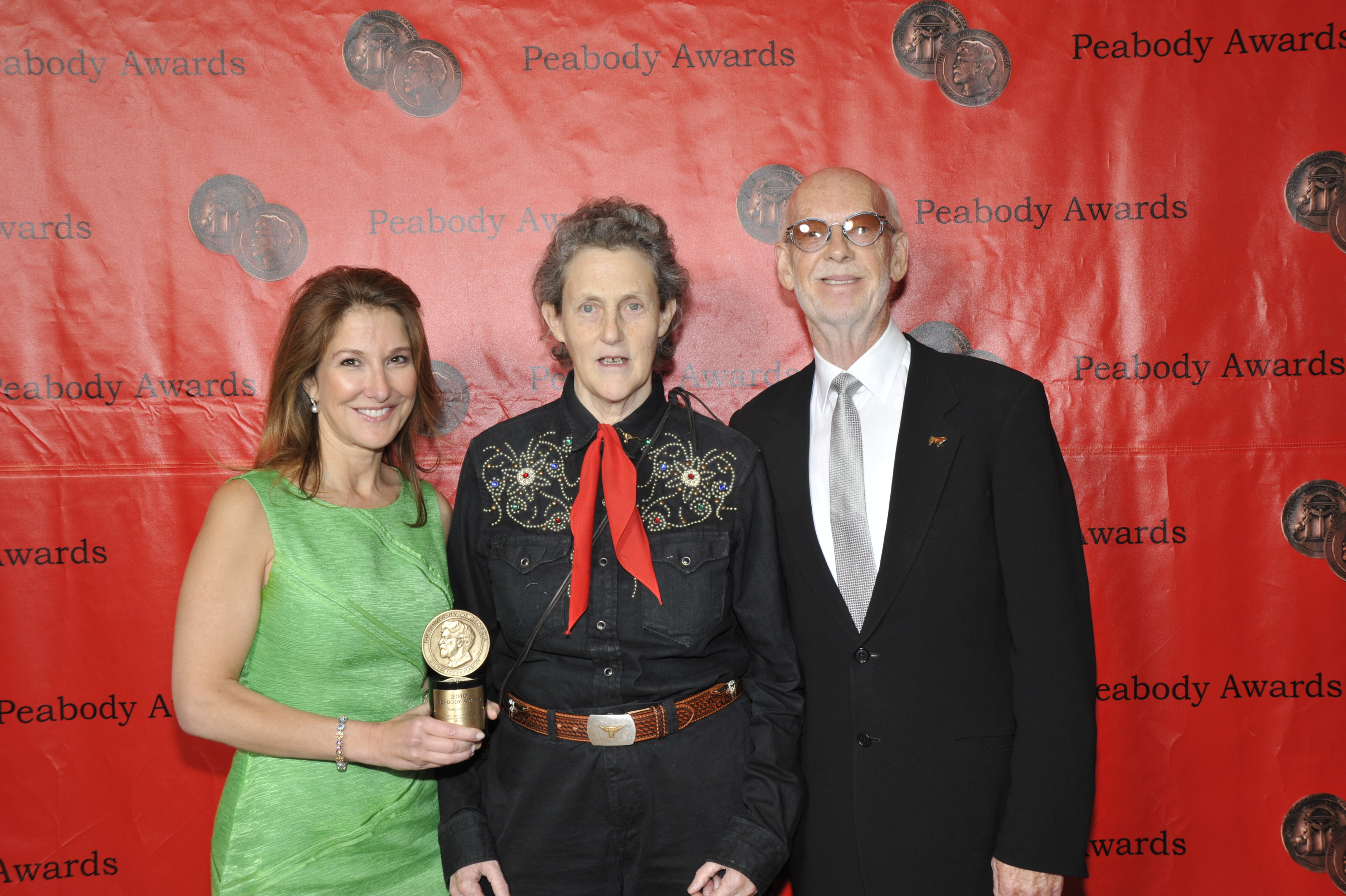
Емілі Герсон Сайнс, Темпл Ґрандін та Мік Джексон на 70-й щорічній Премії Пібоді

Після дебюту 6 лютого 2010 року фільм «Темпл Грандін» отримав оцінку на Metacritic 84/100 на основі 19 відгуків. На сайті Rotten Tomatoes стрічка має 100 % рейтинг схвалення на основі шести оглядів.
Дженніфер Армстронг з «Entertainment Weekly» написала:
|  | Краса [фільму] полягає в тому, що головним є аутизм героя — і унікальне розуміння, як він допоміг їй в розумінні психології худоби — впізнаваної для будь-кого з серцем і захоплюючої для будь-кого з мозком. Той факт, що це зроблено з такої унікальної історією, робить фільм набагато більшим. |

Алессандра Стенлі з «Нью-Йорк таймс» назвала фільм «байопіком для телебачення, який уникає сентиментальних кліше жанру без виснаження колориту та почуттів. Міс Дейнс абсолютно вільна у своїй незграбній ході та немодульованому голосі. Вона показує занепокоєння Темпл настільки ж безпосереднім і заразливим, як і більш рідкісні сплески веселощів… І як персонаж старіє і пізнає більше соціальних навичок, міс Дейнс органічно вловлює прогрес Темпл».
Роберт Біанко з «USA Today» написав, що на відміну від багатьох інших продукцій HBO, «„Темпл“ — це неймовірно радісний і доволі жартівливий фільм». Відзначивши режисуру та сильну роботу акторів другого плану Кетрін О'Хари, Девіда Стретейрна та Джулії Ормонд, Біанко заявив, що «„Темпл Грандін“ належить двом жінкам: справжній Темпл, яка є видатною людиною та Дейнс, яка є видатною акторкою». Ноель Мюррей з The A.V. Club, батько сина з аутизмом, писав: «деякий естетичний вибір фільму на межі кліше. Пульсуючий мінімалізм музики Алекса Вурмана став такою ж стенографією для „інтелектуальної таємниці“, як арабський плач для „Небезпека! Терористи!“ й ілюстративна анімована послідовность „Темпл Грандін“ занадто близька до стрічки „Ігри розуму“». Мюррей надає фільму оцінку A−, частково за успіх Дейнс в зображенні Ґрандін як повноцінної особистості замість «контрольного списку симптомів, зібраного з медичного журналу».
Девід Біанкалі з NPR недвозначно назвав «кращим телефільмом за останні кілька років… Я не можу похвалити цей фільм досить високо. Це не плаксивість чи сентиментальність, але це надзвичайно надихаюче. Він показує великі емоційні моменти з дуже маленькими ефектними репліками, звуком серцебиття, пробними дотиком, переможною посмішкою. Акторські, сценаристські, режисерські, продюсерські цінності, кожне погляд та кожен звук у „Темпл Грандін“ HBO є ідеальним».

### Номінації та нагороди
| Нагороди та номінації фільму «Темпл Грандін» | Нагороди та номінації фільму «Темпл Грандін» | Нагороди та номінації фільму «Темпл Грандін»                                           | Нагороди та номінації фільму «Темпл Грандін»                                                              | Нагороди та номінації фільму «Темпл Грандін» | Нагороди та номінації фільму «Темпл Грандін» |
| Рік                                          | Кінофестиваль/кінопремія                     | Категорія/нагорода                                                                     | Номінант                                                                                                  | Результат                                    |                                              |
| -------------------------------------------- | -------------------------------------------- | -------------------------------------------------------------------------------------- | --- | -------------------------------------------- | -------------------------------------------- |
| 2010                                         | Прайм-тайм премія «Еммі»                     | Найкраща режисура міні-серіалу, телефільму або спеціальної драматичної програми        | Мік Джексон                                                                                               | Перемога                                     |                                              |
| 2010                                         | Прайм-тайм премія «Еммі»                     | Найкращий монтаж міні-серіалу або телефільму (одиночна камера)                         | Лео Тромбетта                                                                                             | Перемога                                     |                                              |
| 2010                                         | Прайм-тайм премія «Еммі»                     | Найкращий композитор для міні-серіалу, телефільму або спеціальної драматичної програми | Алекс Вурман                                                                                              | Перемога                                     |                                              |
| 2010                                         | Прайм-тайм премія «Еммі»                     | Найкраща жіноча роль у міні-серіалі або телефільмі                                     | Клер Дейнс                                                                                                | Перемога                                     |                                              |
| 2010                                         | Прайм-тайм премія «Еммі»                     | Найкраща чоловіча роль другого плану в міні-серіалі або телефільмі                     | Девід Стретейрн                                                                                           | Перемога                                     |                                              |
| 2010                                         | Прайм-тайм премія «Еммі»                     | Найкраща жіноча роль другого плану в міні-серіалі або телефільмі                       | Джулія Ормонд                                                                                             | Перемога                                     |                                              |
| 2010                                         | Прайм-тайм премія «Еммі»                     | Найкращий телефільм                                                                    | Емілі Герсон Мейнс, Гіл Беллоуз, Ентоні Едвардс, Данте Ді Лорето, Пол Лістер, Елісон Оуен, Скотт Фергюсон | Перемога                                     |                                              |
| 2010                                         | Прайм-тайм премія «Еммі»                     | Найкраща робота артдиректора в міні-серіалі або телефільмі                             | Річард Гувер, Меган К. Роджерс, Габріелла Вілларреал                                                      | Номінація                                    |                                              |
| 2010                                         | Прайм-тайм премія «Еммі»                     | Найкращий кастинг для міні-серіалу, телефільму або спеціальної програми                | Девід Рубін, Річард Гікс, Бет Сепко                                                                       | Номінація                                    |                                              |
| 2010                                         | Прайм-тайм премія «Еммі»                     | Найкращий дизайн зачісок у міні-серіалі або телефільмі                                 | Джорджи Шеффер, Чарлз Юско                                                                                | Номінація                                    |                                              |
| 2010                                         | Прайм-тайм премія «Еммі»                     | Найкращий дизайн вступних титрів                                                       | Майкл Райлі, Боб Свенсен                                                                                  | Номінація                                    |                                              |
| 2010                                         | Прайм-тайм премія «Еммі»                     | Найкращий непротезний грим у міні-серіалі або телефільмі                               | Таррата Д. Дей, Мередіт Джонс                                                                             | Номінація                                    |                                              |
| 2010                                         | Прайм-тайм премія «Еммі»                     | Найкраща жіноча роль другого плану в міні-серіалі або телефільмі                       | Кетрін О'Хара                                                                                             | Номінація                                    |                                              |
| 2010                                         | Прайм-тайм премія «Еммі»                     | Найкращий сценарій міні-серіалу, телефільму або спеціальної драматичної програми       | Крістофер Монгер, Меррітт Джонсон                                                                         | Номінація                                    |                                              |
| 2010                                         | Прайм-тайм премія «Еммі»                     | Найкращий звуковий монтаж у міні-серіалу, телефільму або спеціальної програми          | Браян Бовен, Ванесса Лапато, Пол Кертіс, Петра Бах, Брюс Таніс, Еллен Сігал, Девід Лі Фейн, Гільда Годжес | Номінація                                    |                                              |
| 2010                                         | Американське товариство фахівців з кастингу  | Найкращий кастинг для телефільму/мінісеріалу                                           | Девід Рубін, Річард Гікс                                                                                  | Перемога                                     |                                              |
| 2010                                         | Телевізійний фестиваль в Монте-Карло         | Премія AMADE                                                                           | «Темпл Грандін»                                                                                           | Перемога                                     |                                              |
| 2010                                         | Телевізійний фестиваль в Монте-Карло         | Телевізійні фільми: Видатна актриса                                                    | Клер Дейнс                                                                                                | Номінація                                    |                                              |
| 2010                                         | Телевізійний фестиваль в Монте-Карло         | Найкращий телефільм                                                                    | «Темпл Грандін»                                                                                           | Номінація                                    |                                              |
| 2010                                         | Телевізійний фестиваль в Монте-Карло         | Телевізійні фільми: Найкращий режисер                                                  | Мік Джексон                                                                                               | Номінація                                    |                                              |
| 2010                                         | «Супутник»                                   | Найкраща акторка другого плану в мінісеріалі або телефільмі                            | Кетрін О'Хара                                                                                             | Номінація                                    |                                              |
| 2010                                         | «Супутник»                                   | Найкращий телефільм                                                                    | «Темпл Грандін»                                                                                           | Перемога                                     |                                              |
| 2010                                         | «Супутник»                                   | Найкраща акторка в мінісеріалі або телефільмі                                          | Клер Дейнс                                                                                                | Перемога                                     |                                              |
| 2010                                         | «Супутник»                                   | Найкращий актор другого плану в мінісеріалі або телефільмі                             | Девід Стретейрн                                                                                           | Перемога                                     |                                              |
| 2010                                         | Премія Асоціації телевізійних критиків       | Видатні досягнення в телефільмах, міні-серіалах чи спеціальних програмах               | «Темпл Грандін»                                                                                           | Перемога                                     |                                              |
| 2011                                         | «Золотий глобус»                             | Найкраща жіноча роль у міні-серіалі або телефільмі                                     | Клер Дейнс                                                                                                | Перемога                                     |                                              |
| 2011                                         | «Золотий глобус»                             | Найкраща чоловіча роль другого плану (міні-серіалу або телефільму)                     | Девід Стретейрн                                                                                           | Номінація                                    |                                              |
| 2011                                         | «Золотий глобус»                             | Найкращий міні-серіал або телефільм                                                    | «Темпл Грандін»                                                                                           | Номінація                                    |                                              |
| 2011                                         | Премія Гільдії кіноакторів                   | Найкраща жіноча роль у телефільмі або мінісеріалі                                      | Клер Дейнс                                                                                                | Перемога                                     |                                              |
| 2011                                         | Премія Гільдії кіноакторів                   | Найкраща жіноча роль у телефільмі або мінісеріалі                                      | Кетрін О'Хара                                                                                             | Номінація                                    |                                              |
| 2011                                         | Премія Гільдії кіноакторів                   | Найкраща жіноча роль у телефільмі або мінісеріалі                                      | Джулія Ормонд                                                                                             | Номінація                                    |                                              |
| 2011                                         | Монтажери американського кіно                | Найкращий монтаж мінісеріалу або телефільму                                            | Лео Тромбетта                                                                                             | Перемога                                     |                                              |
| 2011                                         | «Вибір критиків»                             | Найкращий телефільм                                                                    | Мік Джексон                                                                                               | Номінація                                    |                                              |
| 2011                                         | «Гільдія художників з костюмів»              | Найкращі костюми в телефільмі або міні-серіалі                                         | Сінді Еванс                                                                                               | Перемога                                     |                                              |
| 2011                                         | «Грейсі»                                     | Найкраща жіноча роль у драматичному телесеріалі або спеціальній програмі               | Клер Дейнс                                                                                                | Перемога                                     |                                              |
| 2011                                         | Телевізійний фестиваль в Монте-Карло         | Премія AMADE                                                                           | Емілі Герсон Сайнс                                                                                        | Перемога                                     |                                              |

Фільм «Темпл Грандін» також отримав Премію Пібоді в 2010 році «за втілення чудової акторської гри, надихаючої кінобіографії в подію, засновану на досвіді».